# Gaetano Biasini
Gaetano Biasini (1790-1847) a fost un profesor de spadă milanez care s-a stabilit în 1832 la Cluj. După căsătorie a primit și titlul de cetățean al orașului. În 1818 a deschis o școală de spadă privată în clădirea Redutei, iar în 1824 o școală publică de spadă. În 1837 a cumpărat clădirea care funcționase ca han și a transformat-o în hotelul Biasini, clădire care mai există și astăzi. La parter era o cafenea, și tot aici era stația pentru cursa dintre Budapesta și București. Distanța Budapesta - Cluj era parcursă în vreme bună în trei zile. Până la 1870 oficiul poștal local funcționase în spațiul închiriat de la hotel. 
A dezvoltat în Cluj și alte afaceri - prima casă de pompe funebre din Cluj, primul birou de plasare a forței de muncă, o companie de transport internațional rapid. Hotelul Biasini este cunoscut ca fiind locul în care Nicolae Bălcescu și Sándor Petőfi au încercat să unească cele 2 revoluții de la 1848.